# Valençay (queso)
El Valençay es un queso francés originario de la región Central. Se beneficia de una AOC desde el 13 de julio de 1998, y de una DOP europea desde el 11 de agosto de 2004 (Reglamento (CE) n.º 1.437/2004 de la Comisión. A veces se le llama también Pyramide. Se realiza en una zona geográfica de los departamentos del Cher, del Indre, de Indre-et-Loire y de Loir-et-Cher.

## Historia
Recibe su nombre de Valençay, ciudad del Centro de Francia, en la zona de Berry. Las provincias de Berry y la Turena eran conocidas por sus quesos de leche de cabra desde el siglo VIII, entre los que se encuentra el selles-sur-Cher, el crottin de Chavignol y el pouligny Saint Pierre. La presencia de ganado caprino en esta región se encuentra ya documentada en los Capitulares de Carlomagno y en los archivos de la villa de La Châtre en el siglo XVI. La región del bajo Berry se caracteriza por suelos limosos, más o menos pedregosos, y suelos arcilloso-calcáreos, adaptados a los cultivos de gramíneas y leguminosas, y sobre todo, al cultivo de alfalfa que, en forma de heno, constituye la base de la alimentación de las cabras, ganadería de importante densidad en este sector. El clima es de tipo oceánico, alterado por tendencias continentales. Las precipitaciones son relativamente débiles, lo que favorece el secado del heno y la cosecha de henos de calidad, los cuales confieren a la leche y, posteriormente, al queso elaborado por los productores todas sus características.
La unidad climática, la naturaleza y la variedad de los suelos, la alternancia de paisajes boscosos y cultivos de cereales condicionan así los hábitos y la alimentación del ganado caprino. 
Si bien es cierto que pueden encontrarse quesos de cabra de forma piramidal en una amplia zona del Berry, éstos no están madurados (contrariamente a lo que sucede en el caso del Valençay) y se reservan al consumo en las propias granjas. El Valençay es el único queso de cabra de la región en forma de pirámide truncada con cobertura de ceniza y corteza florecida, es decir, sometido a un proceso de maduración. Se dice que, originariamente, este queso tenía forma de pirámide, pero que después de regresar de una desastrosa campaña por Egipto, Napoleón Bonaparte se detuvo en el castillo de Valençay y, al ver el queso local en forma de pirámide, enfurecido por los malos recuerdos que le traía, sacó el sable y le cortó la punta.
Durante el Primer Imperio, Talleyrand, señor de Valençay, propició la aparición de este queso en las mesas aristocráticas de París. Además, este queso resultó galardonado en numerosos concursos, especialmente en los organizados durante el periodo comprendido entre 1899 y 1924. 
Un decreto de 1979, que homologó el distintivo regional «Valençay de l'Indre» vino a culminar esa labor ancestral y la calidad de este producto. El queso obtuvo su reconocimiento como AOC en 1998 haciendo de Valençay la primera región que logró el estatus de denominación de origen tanto para su queso como para su vino.

## Elaboración

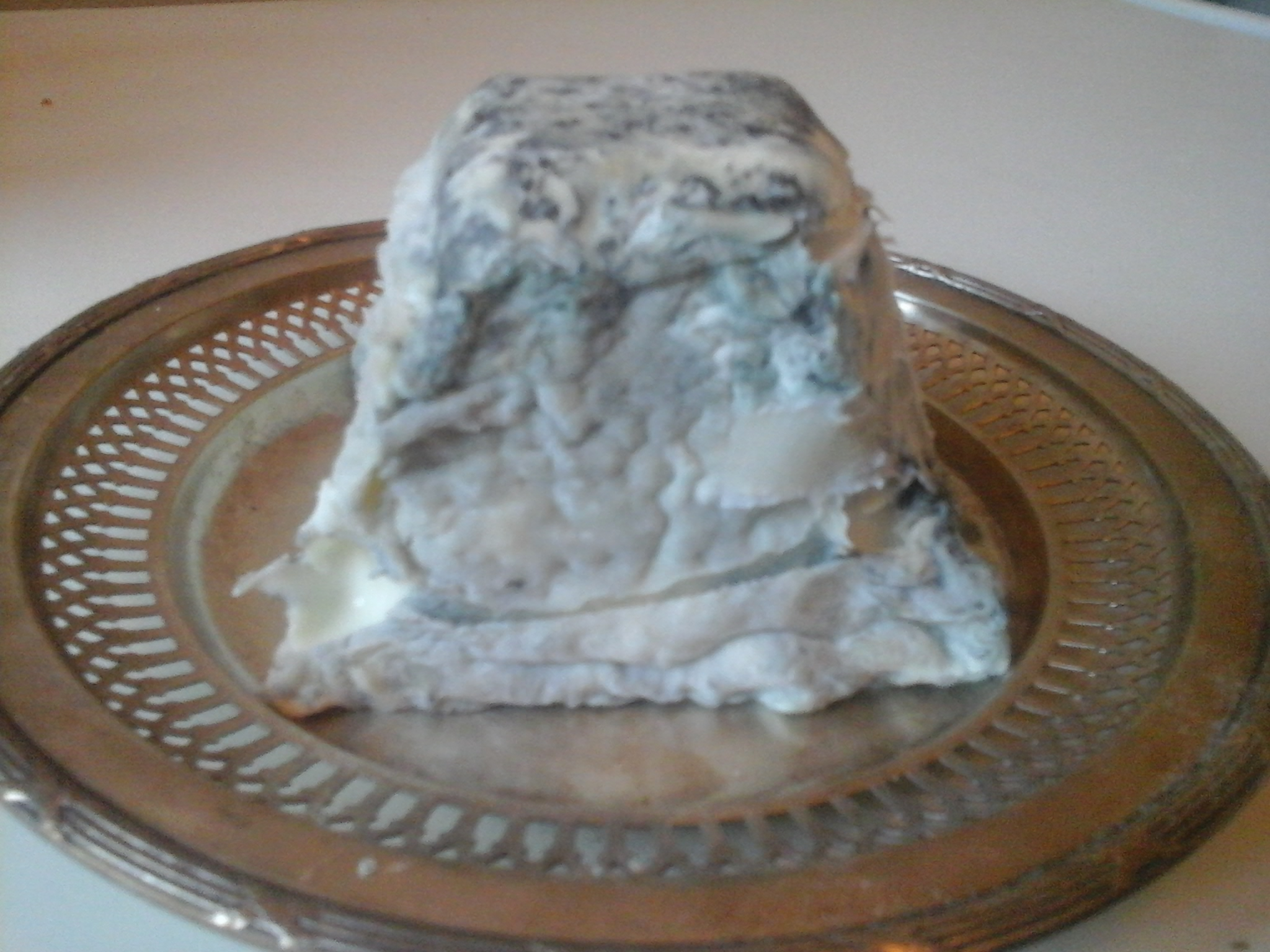
Valençay.

La leche empleada para la obtención del queso Valençay procede de cabras de raza Alpina o Saanen o de un cruce de las mismas. Esas cabras deben disponer obligatoriamente de una zona de pasto. El queso se elabora a partir de una cuajada mixta predominantemente láctica obtenida a partir del desarrollo de una flora mesófila. El moldeado se efectúa recogiendo directamente la cuajada, sin desmenuzarla ni prensarla. Después de sacarla del molde se cubre con ceniza de carbón y se deja madurar en una habitación húmeda y ventilada. Los quesos se maduran durante un periodo mínimo de siete días. Durante este tiempo se forma el característico moho externo y la pasta central, inicialmente con una textura que se desmigaja fácilmente, se suaviza. En el momento de su comercialización, deben presentar una corteza bien formada y florecida con mohos superficiales, fácilmente apreciables a simple vista. Los quesos no pueden en ningún caso salir del centro de maduración ni comercializarse antes del undécimo
día desde la fecha de la adición de los fermentos. 
El queso con denominación de origen controlada Valençay se comercializa con una etiqueta individual en la que figura el nombre de la denominación de origen controlada y la indicación «appellation d'origine contrôlée» (denominación de origen controlada). La aposición del logotipo con las siglas INAO y la indicación «appellation d'origine contrôlée» (Denominación de origen controlada) son obligatorias. 
Otras posibles informaciones de la etiqueta son:
- «Petit» («pequeño»), calificativo que se puede añadir cuando se haya elaborado en pequeños moldes.
- «Fabrication fermière» (fabricado en la granja) o «fromage fermier» («queso de granja»), indicaciones reservadas a los productores de las granjas.
- «Produit du Berry» («Producto de Berry») indicación que puede figurar en la etiqueta en caracteres cuyas dimensiones no superen una tercera parte de las de la denominación «Valençay».

## Características

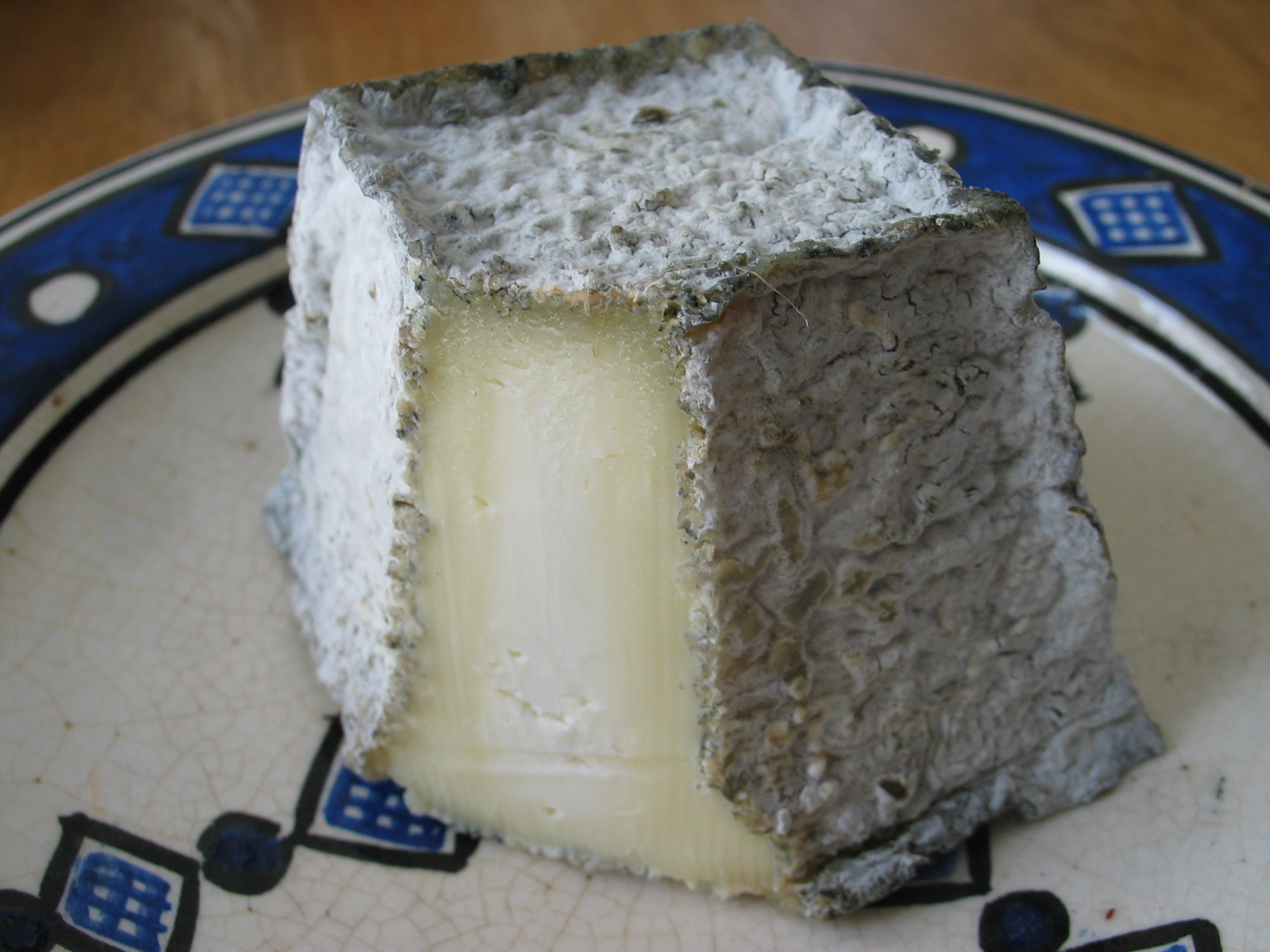

El Valençay es un queso de leche de cabra de pasta blanda, en forma de pirámide truncada, madurado, con corteza florida de color entre gris claro y gris azulado. Tiene un peso medio de 250 gramos y alrededor de 7 centímetros de altura. Tiene un 45% de materia grasa. Se encuentra liso o recubierto de cenizas para su conservación, teniendo en este caso la corteza un color gris azulado. Cuando está fresco, el queso blanco puede verse a través de la ceniza; gradualmente, los colores se mezclan y aparecen mohos azul grisáceos. La pasta es húmeda, de textura firme, suave y lisa. El queso joven tiene un sabor fresco y cítrico, mientras que la maduración le da el gusto a nuez característico de los quesos de cabra.
Su periodo de degustación óptimo es de abril a agosto, después de una maduración de 3 semanas, pero es excelente también de marzo a diciembre. Se puede tomar con galletitas, como un entremés, en tabla de quesos, con patatas asadas, y en ensalada. Funde muy bien, por lo que es apropiado para platos al horno, incluso en microondas. Marida bien con vinos de Sancerre (Quincy Reuilly Sancerre) o un chablis, Cotes du Rhone, tinto Domaine Chaume Arnaud o Simon Hackett, Shiraz.